# Grégory Mallet
Grégory Mallet, född 21 mars 1984 i Rueil-Malmaison, är en fransk simmare.
Mallet blev olympisk silvermedaljör på 4 x 200 meter frisim vid sommarspelen 2012 i London.